# Al Franken
Alan Stuart «Al» Franken (Nueva York, 21 de mayo de 1951) es un político, escritor y humorista estadounidense. Desde 2009 hasta 2018 fue el senador junior del estado de Minnesota. Pertenece al partido Demócrata-Agrario-Laborista de Minnesota, que es el afiliado en dicho estado del partido Demócrata.

## Carrera

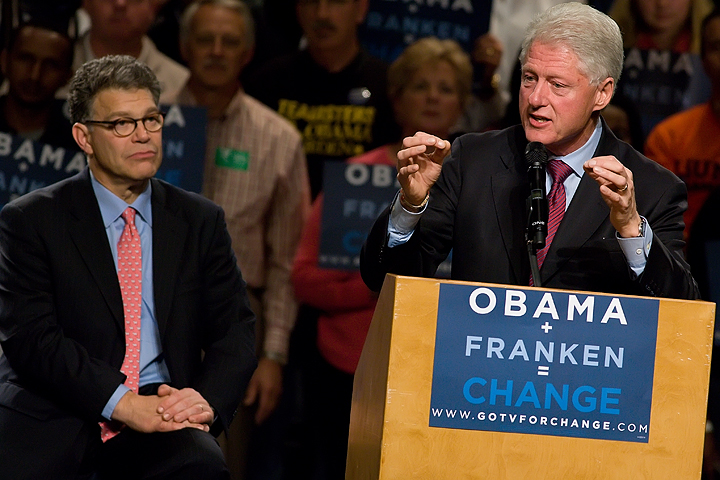
Bill Clinton con Al Franken 30 de octubre de 2008. El ex presidente de los Estados Unidos Bill Clinton habla en un mitin el 30 de octubre de 2008 en apoyo de Barack Obama, Al Franken y otros candidatos demócratas de Minnesota.

Primero que nada se hizo un nombre como escritor y actor en el late show Saturday Night Live (SNL), y luego escribió y actuó en varias películas. Se hizo en comentarista político, escritor de varios libros de éxito y anfitrión de un programa de radio emitido nacionalmente por Air America Radio.
Franken se postuló para senador en 2008. Derrotó al titular republicano, Norm Coleman, por un estrecho margen e 312 de un total de casi tres millones de votos. Coleman protestó contra el resultado en el juicio, pero concedió derrota después de un recuento automático y de que la Corte Suprema de Minnesota confirmó la victoria de Franken en el 30 de junio de 2009. Tomó juramento como senador en el 7 de julio de 2009. Fue reelegido en las elecciones generales de 2014.
El 7 de diciembre de 2017 anunció que renunciaba a su curul tras las acusaciones de acoso sexual en su contra.